# Instituto Federal de Goiás
Das Instituto Federal de Goiás (IFG) ist ein Bundesinstitut für Erziehung, Wissenschaft und Technologie im Bundesstaat Goiás in Brasilien.

## Geschichte
Insgesamt blickt das IFG bei Berücksichtigung der Vorgänger auf eine mehr als hundertjährige Geschichte zurück (Gründung 1909 in der ehemaligen Hauptstadt des Bundeslandes "Cidade de Goiás").
Das Bundesinstitut wurde durch die Transformation des Bundeszentrums für Technologische Ausbildung in Goiás gegründet (abgekürzt CEFET-GO, vom Portugiesischen „Centro Federal de Educação Tecnológica de Goiás“). Im Zuge der Transformation und Reorganisation des Netzes der brasilianischen Bundeshochschulen für technologische Ausbildung wurde das CEFET-GO am 29. Dezember 2008 in das IFG umgewandelt.
Derzeit (April 2016) studieren annähernd 20.000 Studierende an 14 aktiven Campus, mit dem größten in der Landeshauptstadt Goiânia, in der sich auch der neue Sitz des Rektorats befindet. Die anderen aktiven Campus befinden sich in den Städten Jataí, Uruaçu, Inhumas, Itumbiara, Aparecida de Goiânia, Anápolis, Formosa und Luziânia. Die Zahl der Studierenden wurde im Vergleich mit 2006 mehr als verdreifacht. Weitere Campus sind in Planung.

### Studienangebote
Das IFG bietet hauptsächlich Studiengänge in technologischen Bereichen im Niveau von Applied Bachelor Studiengängen an, in Brasilien als „Tecnólogo“ bezeichnet. Die Lehramtsausbildung wird derzeit stark ausgebaut. Daneben gibt es eine gymnasiale Oberstufe mit etwa 400 Schülern, in der neben der Schulausbildung auch verschiedene Berufsausbildungen in verschiedenen technischen Bereichen angeboten werden. Weiterführende Studiengänge, wie etwa zwei Ingenieursstudiengänge im Maschinenbau sowie in Automatisierungstechnik werden ebenfalls angeboten, ein Masterstudiengang in Nachhaltiger Prozesstechnologie (Portugiesisch: Tecnologia de Processos Sustentáveis) begann im zweiten Semester von 2012 (in Kooperation mit der Hochschule Trier, langjähriger Partner des IFG).
Als Bundesinstitut erhebt das IFG keine Studiengebühren, die Hälfte der begehrten Studienplätze sind aus sozialen Gründen für Absolventen öffentlicher Schulen reserviert. Als Studienvoraussetzung für die „Tecnólogo“ und "Bachelor"-Studiengänge wird eine abgeschlossene zwölfjährige Schulausbildung vorausgesetzt, dazu kommt eine Eingangsprüfung. Je nach Studiengang entfallen auf jeden Studienplatz zwischen zwei und sechzig Bewerber.

#### Studienangebot am Campus Goiânia
- 1. Master: Nachhaltige Prozeßtechnologien
- 2. Maschinenbauingenieurwesen, Ingenieurwesen in Kontroll- und Automatisierungstechniken, Umweltingenieurwesen
- 3. Graduiertenstudiengänge (Applied Bachelor Niveau): Agroindustrielle Chemie, Chemische Prozesstechnologie, Netzwerktechnologie, Urbanes Transportwesen, Landvermessung, Hochbau, Tiefbau, Hotelwesen, Tourismus, Geographische Informationssysteme, Industrieller Maschinenbau und Instandhaltung, Umweltsanierung.
- 4. Lehramtsausbildung: Mathematik, Geschichte, Physik, Musik
- 5. Technikerausbildung: Elektrotechnik, Maschinenbau, Elektronik, Bergbau, Hochbau, Verkehr, Umweltkontrolle, Musikinstrumente, Internet, Gastronomie

### Deutschland
Das IFG hat seit 2005 eine Kooperation mit dem Umwelt-Campus Birkenfeld der Hochschule Trier im Bereich Nachhaltiger Prozesstechnologien. Diese Zusammenarbeit wurde zwischen dem 1. Januar 2006 bis zum 31. Dezember 2009 vom Deutschen Akademischen Austauschdienst (DAAD) gefördert.
Im Rahmen dieses Kooperationsprogramms studierten und studieren über 20 Studierende der FH Trier am IFG, hauptsächlich in Projektarbeiten, Forschungsvorhaben, sowie Bachelor, Diplom- und Masterarbeiten. Im Gegenzug konnten 15 brasilianische Studierende vom IFG Projektarbeiten und Forschungsprojekte am Umwelt-Campus Birkenfeld mit DAAD Unterstützung durchführen.
Ein Masterstudiengang in Nachhaltigen Prozesstechnologien wurde mit Unterstützung der deutschen Partner der FH Trier vorbereitet und Ende 2011 durch das Brasilianische Erziehungsministerium akkreditiert – Studienbeginn war im August 2012.
Das IFG organisiert seit 2009 mit Unterstützung der Deutschen Botschaft in Brasilia die jährlichen „deutsch-brasilianischen Treffen zur nachhaltigen Produktion in der Cerrado“.
Im Oktober 2013 wurde ein Memorandum of Understanding zwischen dem IFG und der Deutschen Gesellschaft für Internationale Zusammenarbeit (GIZ) GmbH für eine Kooperation im Rahmen des bilateralen ProBiogas-Projekts unterzeichnet. Dieses „Projekt zur Förderung der Energetischen Verwertung von Biogas in Brasilien“ hat eine Laufzeit von fünf Jahren und wird in Kooperation mit dem Brasilianischen Städteministerium realisiert.
Seit Beginn des Jahres 2013 findet am IFG monatlich mit Hilfe der deutschen Botschaft in Brasilia und dem Goethe-Institut in São Paulo eine Reihe von Aufführungen deutscher Kinofilme unter dem Namen „Cinema Alemão no IFG und Deutsches Kino“ statt.

### Kooperationen
- Kapverdische Inseln: Seit 2007 engagiert sich das IFG im Rahmen der Entwicklungshilfe auf Bitten der Regierung in der Ausbildung von Hotel- und Tourismusfachkräften auf den Kapverdischen Inseln.
- Finnland, Frankreich, Deutschland, Marokko, China, Brasilien: Ein von der Europäischen Kommission im Rahmen der IRSES, Marie Curie Ausschreibungen, gefördertes internationales Forschungsprojekt wurde unter der Bezeichnung FP7-PEOPLE-2012-IRSES NO WASTE, Utilization of Industrial By-products and Waste in Environmental Protection ab dem 1. April 2013 unter der Beteiligung von Forschern des IFG realisiert.[4]
- Deutschland, Brasilien: PuresBio-Projekt – Bioökonomie International – Deutsch-Brasilianisches Forschungsverbundvorhaben: „Prozessverständnis und Nutzung von Pflanzenrückständen für eine nachhaltige Produktion von Pflanzenbiomasse“. Gefördert durch das BMBF im Rahmen des Programms Bioökonomie 2012 vom 1. September 2014 bis 31. August 2017. Verbundpartner Deutschland: Institut für Bio- und Geowissenschaften, IBG-2: Pflanzenwissenschaften, Forschungszentrum Jülich GmbH, Leibniz-Zentrum für Agrarlandschaftsforschung (ZALF) e. V.; Verbundpartner Brasilien: IFG – Instituto Federal de Goiás, Embrapa Temperate Agriculture, CTBE – Brazilian Bioethanol Science and Technology Laboratory, UFG – Federal University of Goiás, Agronomy Department.[5]
- Deutschland, Brasilien: ASHES-Projekt -Deutsch-Brasilianisches Projekt zur Produktion von Dünger aus Aschen aus der Zuckerrohrverarbeitung. Gefördert durch das BMBF von 2015 bis 2018. Projektpartner: Karlsruher Instituts für Technologie (KIT), der Bundesanstalt für Materialforschung und -prüfung, des Fraunhofer IGB, dem Forschungszentrum Jülich, des Cutec-Instituts, des Brazilian Center for Research in Energy and Materials (CNPEM), des Instituto Federal de Goiás (IFG), Laboratório Nacional Agropecuário (LANAGRO), der Universidade Federal de Goiás (UFG), und den Unternehmen Tecnaro, Outotec durchgeführt.[6]
- Brasilien, Frankreich: Produktion von Synthesegas aus Biogas von Energy Cane zur Verhüttung von lateritischen Erzen (In Portugiesisch: Biogás Redutor de Cana Energia Para Redução de Minérios Lateríticos). Gefördert durch die Stiftung des brasilianischen Bundeslands Goiás FAPEG und die Bergbaufirma Votorantim Metais S.A. von 1. April 2016 bis 30. September 2017. Zusätzliche Förderung des Projekts ProBioSyn durch ein deutsches Konsortium bestehend aus der FH Aachen, dem FZ Jülich und PlanET-Biogas in Kooperation mit dem IFG durch das BMBF im Rahmen der Ausschreibung Bioeconomy International 2015 im Vorantrag genehmigt.[7]